# Hans Næss
Hans Henrik Stoermann-Næss (Bergen, Hordaland, 3 de novembre de 1886 - Bergen, Hordaland, 10 de desembre de 1958) va ser un regatista noruec que va competir a començaments del segle xx.
El 1920 va prendre part en els Jocs Olímpics d'Anvers, on va guanyar la medalla d'or en els 12 metres (1907 rating) del programa de vela, a bord de l'Atlanta.